# Pidgin-Deutsch in Kiautschou
Das Pidgin-Deutsch in Kiautschou ist eine ausgestorbene Pidgin-Sprache, die in der Kolonialzeit (1898–1914 in Kiautschou) von deutschsprachigen Chinesen in der Kiautschou-Bucht gesprochen wurde.

## Hintergrund
Nachdem Kiautschou 1898 eine deutsche Kolonie geworden war, nutzten die Deutschen zuerst überwiegend Englisch bzw. das in der Region gebräuchliche Chinesische Pidgin-Englisch, um mit den Einheimischen zu kommunizieren. Schon bald begann man jedoch, im staatlichen Gymnasium und in den Missionsschulen die deutsche Sprache zu unterrichten. Kurz vor dem Ausbruch des Ersten Weltkriegs und dem damit einhergehenden Zusammenbruch des Deutschen Kolonialreichs sprachen Berichten aus dieser Zeit zufolge die meisten Chinesen in der Region, die regelmäßig Kontakt zu Deutschen hatten, Pidgin-Deutsch oder Deutsch. Obwohl es nur schlecht dokumentiert ist, scheint es (abhängig von den erlernten Deutschkenntnissen der einzelnen Sprecher) eine recht große Variation innerhalb des Pidgin-Deutsch gegeben zu haben.

## Beispielsätze
Pidgin-Deutsch hat sich durch Relexifizierung allmählich aus dem bereits vorher existierenden Chinesischen Pidgin-Englisch entwickelt. Neben Wörtern aus dem Deutschen enthielt es daher besonders am Anfang auch viele Wörter englischen Ursprungs (z. B. pamischu ‚Erlaubnis‘ von permission). Darüber hinaus bestehen Einflüsse des Chinesischen, z. B. der Gebrauch des Numeralklassifikators pisi 'Stück’ (von Englisch piece). Wie andere Pidgin-Sprachen hat Kiautschou Deutsch Pidgin eine vereinfachte Phonologie (Vereinfachung von Konsonantenclustern wie in nich 'nicht') und Grammatik (Infinitive statt finiten Verben, keine Artikel).
Hier sind ein paar Beispielsätze des Pidgins:
| Kiautschou Deutsch Pidgin | Deutsch |
| --- | --- |
| Ik sabe deutsch, Gobenol at gebene pamischu open Otel, kommen Sie, luksi, no hebe pisi man, no habe dima, bei an bei.                          | Ich kann Deutsch, der Gouverneur hat mir Erlaubnis gegeben, ein Hotel zu eröffnen, kommen Sie, besehen Sie es; Ich habe noch keinen Gast, weil ich keine Zimmer habe, aber nach und nach. |
| Deutschland master in schipp make make bumm bam fisst.                                                                                         | Die deutschen Meister (in ihren) Schiffe machen viel Lärm. |
| Esselenzy nich wollen nehl Schampin, chinaboi gehen flotti.                                                                                    | Exzellenz wollen keinen Champagner mehr, der chinesische Diener wird fortgehen. |
| Bei gestern abend schamte ich auf der Strasse gegenueber ihre Veranda nach Sie zu schauen da viele Leute mehr fuerchte ich sie mich verspoten. | Letzte Nacht habe ich mich geschämt, von der Straße gegenüber Ihrer Veranda nach Ihnen zu sehen, es waren viele Leute da und ich hatte Angst, sie würden mich verspotten.                 |